# Науру (острів)
Науру (наур. Naoero, англ. Nauru) — кораловий острів в західній частині Тихого океану на півдні Мікронезії. Площа острова — 21,3 км². Згідно з оцінкою липня 2007 року, чисельність населення Республіки Науру становила 13 528 осіб, в тому числі чоловіків — 6763, а жінок — 6765 чол.. Науру є порівняно рідкісним типом коралового острова — піднятим атолом. У центральній частині острова розташоване злегка солонувате прісноводне озеро Буада, що є залишком давньої лагуни. На півночі острова знаходиться також група невеликих озер Анабар.
Острів Науру знаходиться за 42 км на південь від екватора. Найближчий острів — Банаба — розташовується за 306 км на схід від Науру і належить до республіки Кірибаті. В 1968 році острів проголошений незалежною державою, яка є найменшою незалежною республікою на Землі.